# 屬地主義

採用屬地主義的國家和地區
無限制的屬地主義
有限制的屬地主義
已廢除屬地主義
不采用屬地主義

屬地主義（拉丁語：Jus soli，意為“土地衍生的权利”），又稱出生地主義、地緣原則，是自然人原始國籍確定的原則之一，指在一國領土內出生的任何人享有國籍或公民權的權利，是由出生地而取得國籍的法律原則。與之相對的概念是血統主義也稱屬人主義。屬地主義又分為無限制屬地主義和有條件限制屬地主義。
無限制屬地主義指無論父母是哪國人，只要出生在該國的領土內，即無條件自動獲得該國國籍。

有條件限制屬地主義指需要父母中至少一個在孩子出生的時間是有關國家或地區的公民、國民、永久居民或長期居民，才可獲得該國國籍。

目前有 35 個國家實行無限制的屬地主義。
依照《減少無國籍狀態公約》，一些實行血統主義的國家在有限的基礎上將屬地主義擴展至那些原本沒有資格獲得任何國籍的人，例如父母無國籍或國籍不明時準用屬地主義。

## 採用無限制屬地主義的國家和地区

### 非洲
- 賴索托

### 北美洲
- 安地卡及巴布達
- 加拿大：通常在1947年之後出生在加拿大的任何人自動在出生後獲得加拿大國籍。即使父母均不是加拿大公民或永久居民，除非父母一方是外交官、為外交官服務或受僱於與外交官地位相同的國際機構。
- 古巴
- 多米尼克
- 薩爾瓦多
- 格瑞那達
- 牙买加
- 墨西哥
- 尼加拉瓜
- 巴拿马
- 圣基茨和尼维斯
- 圣卢西亚
- 千里達及托巴哥
- 美国：詳見美國公民出生地原則。（美國總統唐納·川普於2025年1月20日簽署《第14160號行政命令》試圖終止無限制屬地主義，但該行政命令被聯邦法官裁定無限期禁止實施。）

### 南美洲
- 阿根廷
- 玻利维亚
- 巴西
- 智利
- 巴拉圭
- 秘魯
- 乌拉圭
- 委內瑞拉

### 大洋洲
- 斐济

### 亞洲
- 巴基斯坦

## 採用有條件限制屬地主義的國家和地区

### 非洲
- 埃及
- 摩洛哥
- 纳米比亚
- 聖多美和普林西比
- 南非
- 苏丹
- 坦桑尼亚
- 突尼西亞

### 南美洲
- 哥伦比亚: 根據總統令，自2019年8月起，在哥倫比亞出生的委內瑞拉移民子女將獲得哥倫比亞國籍，無論其父母的居住身分為何。[2]

### 亞洲
- : 憲法（英语：Constitution of Azerbaijan）第五十二條規定屬地主義原則但實際上並未執行[3]
- 巴林
- 柬埔寨
- 中华人民共和国：國籍法第六條規定「父母無國籍或國籍不明，定居在中國，本人出生在中國」的人具有中華人民共和國國籍。
- 香港：基本法第二十四條規定，所有「在香港特別行政區成立以前或以後在香港出生的中國公民」都是香港永久性居民。2001年的莊豐源案確立了此標準，此後所有在香港出生的「雙非嬰兒」皆有資格擁有居港權。
- 印度尼西亞
- 伊朗
- 以色列
- 日本（國籍法第二條之三）[4]
- 澳門：《澳門特別行政區永久性居民及居留權法律》規定「在澳門特別行政區成立以前或以後在澳門出生的中國公民」需要「在其出生時其父親或母親在澳門合法居住，或已取得澳門居留權」，方可取得澳門特別行政區永久性居民資格。[5]澳門本地法律至今仍未有與莊豐源案相似的法律挑戰。
- 马来西亚
- 蒙古国
- 新加坡：只有父母一方為新加坡公民的子女才能獲得公民身份，除非孩子的父親是敵國僑民、外國外交官，或孩子出生在被佔領領土。 此外，對於父母皆非新加坡公民的情況，政府依公平正義的原則，並權衡當時的情況後，可以授予公民身份。（參見新加坡國籍法）
- 中華民國：國籍法第二條之三規定「出生於中華民國領域內，父母均無可考，或均無國籍者」的人屬中華民國國籍。
- 泰國: 泰國在1972年之前實行無限制屬地主義。但由於來自緬甸的非法移民，泰國要求在泰國出生的人需要在其出生時父親或母親必須在泰國合法居住並定居至少五年，方可在出生時取得泰國國籍。此外，僅憑屬地主義獲得泰國國籍的人可能會在各種情況下（如定居國外）被剝奪泰國國籍，但這不適用於憑血統主義獲得泰國國籍的人。

### 歐洲
- 法國
- 德国：自2000年1月1日起，父母雙方均為外國人在德國出生的兒童，如果父母至少有一位擁有永久居留權，並且在孩子出生前至少在德國居住五年，則可在出生時獲得德國國籍。
- 希腊
- 爱尔兰
- 義大利
- 拉脫維亞
- 盧森堡
- 馬爾他（英语：Maltese nationality law）：1989年8月1日將公民身份原則改為血統主義，這項政策也放寬了對多重國籍的限制。但如果父母至少有一方是馬耳他人或在馬耳他出生，則1989年8月1日或之後在馬耳他出生的人將自動成為馬耳他公民。[6]
- 荷蘭
- 葡萄牙
- 西班牙：根據西班牙民法典第17條規定，在西班牙出生且父母為外國人的孩子在某些條件下可以依據屬地原則獲得西班牙國籍。如父母一方出生在西班牙，或者父母雙方都不能將其國籍傳給孩子（例如父母爲無國籍）。
- 乌克兰
- 英国

### 大洋洲
- 新西兰
- 美属萨摩亚

## 已經取消屬地主義的國家和地區
一些以前使用屬地主義的國家，現在已經完全廢除，只有在父母至少有一方是該國公民的情況下，才會給在該國出生的孩子賦予公民身份。
- 印度（英语：Indian nationality law）：因為與其鄰國孟加拉國非法移民有關的訴訟後於2004年12月3日廢除。自1987年以來，屬地主義在印度逐漸被削弱。[7]

## 另見
- 屬人主義（血統主義）
- 國籍法
- 生育旅行
- 美国公民出生地原则